# Raimundo Calvo
Raimundo Calvo Moreno (c. 1914-1941) fue un militar español.
Según algunas fuentes, nació en 1914 y no en 1905 y, por lo tanto, habría muerto con 27 años.

## Biografía
Funcionario del Ministerio de Trabajo, era miembro de las Juventudes Socialistas Unificadas (JSU). Tras el estallido de la Guerra civil se alistó en las milicias republicanas, alcanzando el rango de mayor de milicias. Durante algún tiempo llegó a mandar el Batallón alpino en la Sierra de Guadarrama. Posteriormente sería comandante de la 29.ª Brigada Mixta y de la 1.ª División. Miembro del PCE, fue destituido y encarcelado tras el golpe de Casado en marzo de 1939. 
Capturado por los franquistas, fue condenado a muerte y fusilado en Madrid el 3 de julio de 1941.